# Han Shaogong
Han Shaogong (in cinese: 韓少功T, 韩少功S; Changsha, 1º gennaio 1953) è uno scrittore cinese.

## Biografia
Viene mandato in campagna durante la Rivoluzione Culturale cinese per essere rieducato dalle masse, essendo lui un "giovane istruito" (zhiqing). Tornato in città nel 1978, studia all'Università dell'Hunan.
Inizia a scrivere già nel 1979, impegnandosi nel genere della narrativa cinese che viene definito "letteratura delle ferite".
Nel 1985 il suo stile cambia e si ritrova capostipite e teorico della "letteratura delle radici", cui appartengono i celebri Mo Yan e Acheng.

## Influenze e modelli
Maria Rita Masci, sua traduttrice italiana per l'editore Theoria annovera fra i suoi scrittori più apprezzati:
- Zhuangzi
- Qu Yan
- Marquez
- Kafka
- Kundera

Di quest'ultimo Han Shaogong ha tradotto in cinese dall'inglese L'insostenibile leggerezza dell'essere.

## Opere
- Il ritorno (1985)
- Pa pa pa (1985)